# Kefren
Kefren (iz starogrškega starogrško Χεφρήν, Hefren), Kafre ali Kafra je bil egipčanski faraon iz Četrte dinastije, ki je vladal 26 let okoli 2570 pr. n. št. 
Bil je sin faraona Kufuja (Keops) in naslednik faraona Džedefreja. Po staroveškem zgodovinarju Manetonu ga je nasledil faraon Biheris, arheološki dokazi pa kažejo, da je to bil verjetneje faraon Menkaure. Kefren je bil graditelj druge največje piramide v Gizi. Sodobni egiptologi domnevajo, da je bila okoli leta 2500 pr. n. št. zanj zgrajena tudi Velika sfinga v Gizi. O Kefrenu ni veliko znanega. Izjema so Herodotova poročila, v katerih je opisan kot krut in heretski vladarj, ki ni dovolil odpreti templjev, ki jih je zapečatil njegov predhodnik Keops.

## Družina
Kefren je bil sin faraona Keopsa in brat in naslednik faraona Džedefreja. Iz spominskega napisa v čast kraljici Mertitites I. nekateri egiptologi sklepajo, da je bila ona Kefrenova mati: 

Kraljeva žena, njegova ljubljena, posvečena Horu, Merti[tit]es.

Kraljeva žena, njegova ljubljena, Merti[tit]es; ljubljena od izbranca

Dveh boginj; ona, ki nekaj reče in to je storjeno

zanjo. Plemenita v korist Sneferuja; plemenita v korist

Kufuja, posvečena Horu, čaščena pod Kafrejem, Merti[tit]es.

Drugi trdijo, da napis kaže samo na to, da je umrla med Kefrenovim vladanjem.  Kefren bi lahko bil sin kraljice Henutsen in ne kraljice Mertitites.
Kefren je imel več žena in najmanj dvanajst sinov in tri ali štiri hčerke. 
- Kraljica Meresank je bila hčerka Kavaba in Hetepheres II., se pravi Kefrenova nečakinja. Bila je mati Kefrenovih sinov Nebemaketa, Duaenreja, Niuserreja in Kentetke in hčerke Šepsetkau.
- Kraljica Kamerernebti I. je bila mati Menkaureja in njegove glavne žene Kamerernebi II.
- Hekenuhedžet je bila Kefrenova žena. Omenjena je v grobnici njenega sina Sekemkareja.
- Persenet bi lahko bila Kefrenova žena. Domneva temelji na njenem položaju v Kefrenovi grobnici. Bila je Nikaurejeva mati.[3]

Znani so tudi drugi Kefrenovi otroci, njihove matere pa ne. Mednje spadajo sinovi Akre, Iunmin in Iunre in hčerki Rekhetre in Hemetre.

## Vladanje
Obdobje in dolžina njegovega vladanja nista soglasno potrjena. Nekateri avtorji trdijo, da je vladal med letoma 2558 in 2532 pr. n. št. Četrta dinastija se običajno umešča v obdobje od okoli 2650 do 2480 pr. n. št. V Torinskem seznamu kraljev dolžina njegove vladavine ni omenjena, Maneton pa mu pripisuje pretiranih 66 let vladanja. Večina znanstvenikov je prepričana, da je vladal 24 do 26 let. Prepričanje temelji na datumu oporoke princa Nekureja, vklesane v steno prinčeve mastabne grobnice. Kefrenovo najvišje datirano vladarsko leto je »Leto 13. dogodka«, se pravi štetja živine, zapisano na hrbtni strani ohišja, ki je pripadalo mastabi G 7650. Ker se je v Četrti dinastiji živina štela vsako drugo leto, bi njegova vladavina lahko trajala 24-25 let. 

## Piramidni kompleks
Kefren je zgradil drugo največjo piramido v Gizi. Njeno egipčansko ime je  Wer(en)-Khafre, kar pomeni Kefren je velik.
Piramida ima hčerinsko piramido, označeno z GII a. Kdo je bil v njej pokopan, ni jasno. V njej so našli pečate faraonovega najstarejšega sina in Kefrenovo Horovo ime.

### Tempelj
Kefrenov tempelj je stal bliže Nilu, verjetno v bližini Sfinginega templja. Napis na vhodu omenja boginji Hator in Bastet (Bubastis). Na kamnitih blokih so ostanki napisa s Kefrenovim Horovim imenom (Veser-ib). Mariette je leta 1860 odkrila faraonove kipe, nekaj kipov brez glave in nekaj drugih celih kipov.

### Pogrebni tempelj
Pogrebni tempelj je bil zelo blizu piramide. Iz njega izvirajo fragmenti glavičev kijev s Kefrenovim imenom in nekaj kamnitih posod.

### Velika sfinga in Sfingin tempelj
Za Veliko sfingo velja, da je iz Kefrenovega časa. Domnevo podpirata njena lega v bližini Kefrenovega piramidnega kompleksa in poteze njenega obraza, ki so kljub poškodbam nekoliko podobne potezam na Kefrenovih kipih. Velika sfinga v Gizi je bila izklesana za čuvaja Kefrenove piramide in simbol njegove vladarske moči. V Novem kraljestvu je bila pobóžena.

## Kefren v starogrškem izročilu
Staroegipčanski zgodovinar Maneton je Kefrena imenoval Sûfis II. in mu pripisal 66 let vladavine, vendar brez kakršnega koli komentarja.
Starogrška zgodovinarja Diodor in Herodot opisujeta Kefrena kot heretičnega in krutega tirana. Oba ga imenujeta Kefren in pišeta, da je na egipčanskem prestolu nasledil svojega očeta, megalomanskega despota Keopsa. Herodot nato pravi, da je vladal 56 let in da so Egipčani pod njim trpeli tako kot pred tem pod njegovim očetom. Ker je za Keopsa trdil, da je vladal 50 let, so po njegovem mnenju Egipčani trpeli celih 106 let.
Zgodovinarja zatem kot Kefrenovega naslednika opisujeta faraona Menkaureja, ki ga imenujeta Mikerinos. Menkaure naj bi bil popolno nasprotje obeh predhodnikov, razočaran nad Keopsovo in Kefrenovo krutostjo. Menkaure naj bi v Egipt ponovno prinesel mir in pobožnost.
Sodobni egiptologi na Herodotovo in Diodorovo pripoved gledajo kot na nekakšno obrekovanje, ki je temeljilo na filozofiji obeh avtorjev. Megalomanske grobnice, kakršne so piramide v Gizi, so morale zgroziti Grke in celo svečenike Novega kraljestva, ker so jih spominjale na heretičnega faraona Ehnatona in njegove megalomanske gradbene projekte. To ekstremno negativno sliko so očitno projicirali tudi na Kefrena in njegovo mogočno piramido. Takšen pogled je verjetno spodbudilo dejstvo, da je bilo v Kefrenovem času oblikovanje ogromnih kipov iz dragocenega kamna in njihovo razkazovanje na javnih mestih omejeno samo na faraona. Grški avtorji in egipčanski svečeniki Kefrenovih spomenikov in kipov v svojem času niso znali razložiti drugače kot s faraonovim megalomanskim značajem. Ti pogledi in zgodbe so navdušile grške zgodovinarje in spodbudile njihovo negativno oceno faraona Kefrena, saj je bilo škandalozne zgodbe laže prodati javnosti kot pozitivne in zato dolgočasne zgodbe. 